# Канон, Фернандо
Фернандо Канон Фаустино-и-Алумно (исп. Fernando Canon Faustino y Alumno, 6 августа 1860, Биньян — 18 июля 1938) — филиппинский революционер, поэт, врач, музыкант, инженер, изобретатель и шахматист.

## Биография
Родился в семье богатого землевладельца Фернандо Канона-старшего и его жены Бласы Алумно.
В раннем возрасте был перевезен родителями в Интрамурос.
Окончил Муниципальный атенеум в Маниле. Затем жил и учился в Испании. Окончил медицинский факультет Центрального университета в Мадриде.
В Испании познакомился с Тересой Батлье, на которой впоследствии женился.
После возвращения на Филиппины занимал пост министра социального обеспечения в революционном правительстве Филиппин (1898—1899 гг.). Во время Филиппино-американской войны 1899—1902 гг. служил в звании генерала в провинции Нуэва-Виская.
После поражения революционных сил отказался присягнуть США и был выслан из страны. Жил в Испании, где занимался медицинской практикой и преподаванием машиностроения и электротехники. По возвращении на родину с 1907 г. преподавал в Школе фармации Манильского лицея.

## Литературная деятельность
Первое литературное произведение опубликовал в 1889 г. в газете "La solidaridad" (сонет "A las dalagas malolenses").
Главные произведения — поэмы "Flor ideal" (1910), "A la Laguna de Bay" (1921), "Rizal artista" (1923), книга очерков "Cundiman, Kuriapi, Kawit, Fire-resistant roofs for light materials, Ohm’s Law" (воспоминания о жизни в Испании, 1910—1914).

## Другие виды деятельности

### Изобретения
Изобретательская деятельность Канона касалась медицины и техники. Он запатентовал мыло для прокаженных. Технические изыскания Канона были связаны с усовершенствованием электротерапевтических устройств. Также он сконструировал трость с функцией электрошокера.

### Музыка
Канон занимался игрой на классической гитаре. Во время жизни в Испании он брал уроки у знаменитого гитариста Ф. Тарреги. Также играл на филиппинском народном инструменте куриапи, был автором одной из первых статей об этом инструменте. В 1916 г. стал первым секретарем вновь образованной консерватории при Университете Филиппин.

### Шахматы
Был сильным шахматистом-любителем. Во время жизни в Испании стал чемпионом Каталонии (1905 г.; выиграл матч у Х. Монтанера, титул разыгрывался впервые). После возвращения стал победителем первого чемпионата Филиппин (1908 г.). О других соревнованиях, в которых Канон мог принимать участие, сведений нет. Также нет его личных карточек в базах шахматных партий.